# Duyungan (Sidoharjo)
Duyungan is een bestuurslaag in het regentschap Sragen van de provincie Midden-Java, Indonesië. Duyungan telt 5654 inwoners (volkstelling 2010).